# Kościół św. Tekli w Siedlcach
Kościół pw. św. Tekli w Siedlcach – świątynia rzymskokatolickiej parafii pod wezwaniem św. Andrzeja Apostoła w Siedlcach, znajdującej się w dekanacie Nowy Sącz Centrum w diecezji tarnowskiej.

## Historia
Najprawdopodobniej parafia w Siedlcach została uposażona przez starosądeckie klaryski w końcu XIII w., a pierwsza wzmianka o jej istnieniu pochodzi z 1325 r. Pierwszy kościół parafialny zbudowany został w 1338 r. i był zapewne drewniany. Drugi kościół, także drewniany, został wzniesiony w 1604 r. z fundacji "pewnego mieszczanina starosądeckiego", lub plebana Jana Ptaka. Na przełomie wieku XIX i XX wieku kościół ten znajdował się w kiepskim stanie. Dlatego też ówczesny proboszcz Jan de Nowiny-Sroczyński (1857-1920) podjął starania o budowę nowej świątyni. Autorem projektu był jeden z najwybitniejszych w tym czasie architektów pracujących na terenie Małopolski: Franciszek Mączyński. Budowa rozpoczęła się w 1901 r. Zastosowano unikalną metodę – ceglane ściany wznoszono wokół  drewnianego kościoła, który został rozebrany dopiero po zakończeniu prac budowlanych. Budowę prowadził  majster z Nowego Sącza Michał Serafiński. Na łamach ówczesnej prasy pojawiło się kilka sensacyjnych informacji dotyczących budowy: oprócz informacji na temat niemal udanego „morderstwa” ks. Sroczyńskiego donoszono o tym, że kościół budowany jest dzięki opiece żydowskiego adwokata dr Jakuba Deutelbauma z Sącza, a w 1902 r. pisano o tajemniczej kradzieży cegieł.  
Budowę zwieńczono poświęceniem kościoła, którego dokonał 18.06.1907 r. abp Leon Wałęga, a konsekrację celebrował w stulecie poświęcenia bp Wiktor Skworc 04.11.2007 r.

## Wygląd kościoła
Jest to obiekt wybudowany w stylu neoromańskim, murowany z cegły z użyciem kamienia, otynkowany, jednonawowy, od frontu wieża kwadratowa. Wnętrza nakryte sklepieniami żeglastymi na gurtach, w prezbiterium krzyżowe. 
W kościele znajdują się cztery ołtarze – główny i trzy boczne. Ołtarz główny i dwa boczne zostały zamówione do kościoła na początku XX w., prawdopodobnie w Południowym Tyrolu, gdzie do tego czasu powstają ołtarze niemal identycznej konstrukcji. U szczytu "wielkiego ołtarza jego wykonawca umieścił wyobrażenie nieba: pośrodku siedzi na tronie Bóg Ojciec. Po bokach klęczą aniołowie. Niższe piętro ołtarza składa sie z trzech części. Po bokach są figury apostołów Piotra i Pawła. Według  Mariana Korneckiego, zostały one wykonane najprawdopodobniej w 1849 roku i przeniesione ze starego kościoła. Centralne miejsce może przyjmować trojaki wystrój. Najgłębiej znajduje się krucyfiks późnobarokowy z XVIII w., który okresowo zasłaniany jest obrazami świętej Tekli lub świętego Andrzeja, patrona parafii. Obydwa te obrazy pochodzą z początku XX w.  
Dwa ołtarze boczne są wykonane w podobnym stylu jak ołtarz główny. Gównym elementem ołtarza ustawionego po lewej stronie jest figura przedstawiająca Chrystusa w formie rozpowszechnionej przez kult Najświętszego Serca Jezusowego. W centralnej części drugiego znajduje się z kolei postać Anioła Stróża. 
Najstarszy i pewno najcenniejszy jest barokowy ołtarz z wizerunkiem Matki Bożej Pocieszenia usytułowany w nawie kościoła przy ścianie północnej. Siedlecka Matka Boska jest wierną kopią wizerunku znajdującego się w dawnym klasztorze norbertanów, dziś jezuitów w Nowym Sączu. Ikona ta została namalowana na desce o wymiarach 120 x 70 cm. Wizerunek datuje się na XVII w. (a więc jest o wiek młodszy od oryginału), być może to dla niego wykonano piękny barokowy ołtarz. Badacze wiążą datę powstania obrazu z założeniem Bractwa MB Pocieszenia w 1633 r., co rozpropagowało kult maryjny na Sądecczyźnie. Wizytacje biskupie w latach 1728 i 1747 nie odnotowały w Siedlcach kultu związanego z obrazem. Natomiast w 1766 r. po wizytacji kanonicznej napisano o wizerunku słynącym cudami znajdującym się w siedleckiej świątyni. Odnotowano również, że w ołtarzu jest również przesuwany obraz św. Kingi. Wg wspomnianej relacji Matka Boska z Jezusem na głowie mieli "wyzłacane" korony,  „berło srebrne”, sukienkę. Dosyć detalicznie opisano wota zawieszone wokół obrazu: „Pereł nitek pięć, krzyżyk z czeskimi kamieniami mały, drugi większy, oba mało warte. Korali nici dwanaście”. Szczególne ciekawe wota, ofiarował Jaśnie Wielmożny Pan Roguyski, zaś największe Gostkowscy związani z Trzycierzem i Janczową. Ci ostatni wierzyli, że zawdzięczją pomocy MB życie córki Salomei. 
Dumą parafii jest zabytkowa późnogotycka chrzcielnica z początku XVI wieku z kartuszami i gmerkami. Kościół słynie także ze swoich witraży, reprezentujących styl wiedeński.  
Trzy dzwony bez nazwy odlane zostały w 1945 r. przez Józefa Bukowskiego z Białej. 
Przed świątynią, na placu kościelnym znajduje się miedziane popiersie świętego Andrzeja Apostoła. Przy wschodniej strony świątyni znajduje się pomnik przedstawiający świętego Jana Pawła II, któremu jest również poświęcony jeden z umieszczonych w kościele witraży. 

### Prace renowacyjne
Kościół był kilkukrotnie remontowany. Zakrojone na bardzo szeroką skalę prace renowacyjne podjął w 2002 roku proboszcz parafii ks. Jan Bajor. Po wstępnych oględzinach przystąpiono do osuszania ścian obiektu. Następnie wymieniono starą, czerwoną dachówkę na miedzianą blachę. Odnowiono elewację świątyni, uporządkowano plac wokół kościoła (na którym niegdyś znajdował się cmentarz), położono kostkę oraz wymieniono ogrodzenie. Kościół zyskał także profesjonalne oświetlenie. Pomalowano ściany wewnętrzne, wstawiono nowe ławki i konfesjonały. W roku 2006 zakupiono profesjonalne organy. Dokonano także wymiany systemu nagłaśniającego. Ostatnią  inwestycją było wstawienie witraży nawiązujących stylem do tych  z prezbiterium. Są to postaci polskich świętych i błogosławionych, od świętego Wojciecha poczynając, na świętym Janie Pawle II kończąc. 